# Ilona Brokowski
Ilona Brokowski (* 27. März 1979 als Ilona Otto in Berlin) ist eine deutsche Synchronsprecherin.

## Leben
Sie spielte früher Theater, gab dies jedoch später auf. 2006 schloss sie ihr Psychologie-Studium an der FU Berlin mit dem Diplom ab. Ihre Stimme ist einem breiteren Publikum aus US-Serien wie Gilmore Girls (Rory Gilmore – Alexis Bledel), Lost (Claire Littleton – Emilie de Ravin) oder Buffy (Dawn Summers – Michelle Trachtenberg) und The Tribe (Danni – Ella Wilks) bekannt. Außerdem synchronisiert sie oft Figuren in Zeichentrickserien, wie zum Beispiel Jimmy Neutron oder in Animeserien wie Digimon oder Bleach. Sie leiht in den Barbie-Produktionen der Hauptdarstellerin ihre Stimme und synchronisierte unter anderem Emily Perkins, Taryn Manning, Hilary Duff oder January Jones. Ilona Brokowski ist die ältere Schwester von Carsten Otto, der ebenfalls als Synchronsprecher tätig ist.

## Sprecherinrollen (Auswahl)
Debi Derryberry
- 2001: Jimmy Neutron – Der mutige Erfinder … als Jimmy Neutron
- 2002–2006: Jimmy Neutron … als Jimmy Neutron

Taryn Manning
- 2002: 8 Mile … als Janeane
- 2002: Not a Girl – Crossroads … als Mimi

January Jones
- 2003: American Pie – Jetzt wird geheiratet … als Cadence Flaherty
- 2011: X-Men: Erste Entscheidung … als Emma Frost

Junko Iwao
- 1997: Neon Genesis Evangelion: Death & Rebirth … als Hikari Horaki
- 2008: Neon Genesis Evangelion … als Hikari Horaki
- 2009: Evangelion: 2.22 – You Can (Not) Advance. … als Hikari Horaki

Emily Perkins
- 2000: Ginger Snaps – Das Biest in Dir … als Brigitte Fitzgerald
- 2004: Ginger Snaps II – Entfesselt … als Brigitte Fitzgerald
- 2004: Ginger Snaps III – Der Anfang … als Brigitte Fitzgerald

Emilie de Ravin
- 2004–2010: Lost … als Claire Littleton
- 2006: The Hills Have Eyes – Hügel der blutigen Augen … als Brenda Carter
- 2012–2019: Once Upon a Time – Es war einmal… als Belle

Diana Kaarina
- 2010: Barbie – Modezauber in Paris … als Barbie
- 2011: Barbie – Die geheime Welt der Glitzerfeen … als Barbie
- 2011: Barbie – Die Prinzessinnen-Akademie … als Blair
- 2011: Barbie – Zauberhafte Weihnachten … als Barbie (Sprache)
- 2014: My Little Pony: Equestria Girls – Rainbow Rocks … als Aria Blaze (Sprache)

Alexis Bledel
- 2004: Liebe lieber indisch … als Georgina Darcy
- 2004–2008: Gilmore Girls … als Lorelai „Rory“ Leigh Gilmore
- 2006: Mein Name ist Fish … als Kate Peterson
- 2009: (Traum)Job gesucht … als Ryden Malby
- 2011: The Good Guy – Wenn der Richtige der Falsche ist … als Beth Vest
- 2013: Violet & Daisy … als Violet
- 2016: Gilmore Girls: Ein neues Jahr … als Lorelai „Rory“ Leigh Gilmore
- 2017–2021: The Handmaid’s Tale – Der Report der Magd als Emily/Desglen/Dessteven

America Young
- 2021: Barbie & Chelsea – Dschungel-Abenteuer … als Barbie Roberts/Darbie
- 2021: Barbie: Bühne frei für große Träume … als Barbie „Malibu“ Roberts
- 2022: Barbie im Doppelpack (Serie) … als Barbie „Malibu“ Roberts
- 2022: Barbie: Ein sagenhafter Roadtrip … als Barbie „Malibu“ Roberts
- 2022: Barbie: Meerjungfrauen Power … als Barbie „Malibu“ Roberts
- 2023: Barbie: Skipper und das große Babysitting Abenteuer … als Barbie Roberts
- 2023–2024: Barbie: Ein verborgener Zauber … Barbie „Malibu“ Roberts
- 2024: Barbie und Stacie: Eine Schwester für alle Fälle … als Barbie Roberts

Kelly Sheridan
- 2001: Barbie in Der Nussknacker … als Barbie/Clara/Zuckerfee
- 2002: Barbie als Rapunzel … als Barbie/Rapunzel
- 2003: Barbie in Schwanensee … als Barbie/Odette
- 2004: Barbie in die Prinzessin und das Dorfmädchen … als Annelise/Erika
- 2005: Barbie und der Geheimnisvolle Pegasus … als Anika
- 2006: Das Barbie Tagebuch … als Barbie
- 2006: Barbie in die 12 tanzenden Prinzessinnen … als Genevieve
- 2007: Barbie Fairytopia: Die Magie des Regenbogens … als Elina
- 2007: Barbie als die Prinzessin der Tierinsel … als Rosella
- 2008: Barbie und das Diamantschloss … als Barbie/Delia
- 2008: Barbie in Mariposa … als Elina
- 2008: Barbie in: Eine Weihnachtsgeschichte … als Barbie/Eden Starling
- 2009: Barbie präsentiert Elfinchen … als Barbie
- 2009: Barbie und die Drei Musketiere… als Corinne
- 2010: Barbie und das Geheimnis von Oceana … als Barbie/Merliah
- 2010: Barbie – Modezauber in Paris … als Barbie
- 2011: Barbie- die geheime Welt der Glitzerfeen … als Barbie
- 2011: Barbie – die Prinzessinnen – Akademie … als Blair/Sofia
- 2011: Barbie – Zauberhafte Weihnachten … als Barbie Roberts
- 2012: Barbie und das Geheimnis von Oceana 2 … als Barbie/Merliah
- 2012: Barbie – Die Prinzessin und der Rockstar … als Victoria „Tori“
- 2013: Barbie und ihre Schwestern im Pferdeglück … als Barbie Roberts
- 2013: Barbie in: Die verzauberten Ballettschuhe … als Kristyn Farraday/Giselle
- 2014: Barbie in die magischen Perlen … als Lumina
- 2014: Barbie und die geheime Tür … als Alexa
- 2015: Barbie & ihre Schwestern in: Das große Hundeabenteuer … als Barbie Roberts
- 2015: Barbie in die Superhelden-Prinzessin … als Kara
- 2015: Barbie eine Prinzessin im Rockstar Camp … als Courtney

### Filme
- 2001: Bittersüße Erinnerungen … als Monishka Rai (Kiran Rathod)
- 2002: Soldat Kelly … als Kelly Collins (Hilary Duff)
- 2003: Dumm und dümmerer … als Jessica (Rachel Nichols)
- 2003: Mona Lisas Lächeln … als Susan (Laura Allen)
- 2005: Final Fantasy VII: Advent Children… als Yuffie Kisaragi (Yumi Kakazu)
- 2005: The Fog – Nebel des Grauens … als Brandi (Meghan Heffern)
- 2005: Red Eye … als Cynthia (Jayma Mays)
- 2005: Lord of War – Händler des Todes … als Candy (Tanit Phoenix)
- 2005: Æon Flux … als Una Flux (Amelia Warner)
- 2005: Jarhead – Willkommen im Dreck … als Kristina (Brianne Davis)
- 2005: Blinky Bill’s Weiße Weihnacht … als Blinky Bill (Robyn Moore)
- 2006: The Black Dahlia … als Martha Linscott (Rachel Miner)
- 2007: Aaja Nachle – Komm, tanz mit mir … als Anokhi Anokhelal (Konkona Sen Sharma)
- 2008: The Garden of Sinners – Der leere Tempel … als Fujino Asagami (Mamiko Noto)
- 2010: Alice im Wunderland … als Margaret Kingsleigh (Jemma Powell)
- 2012: Eine Braut zu Weihnachten … als Vivian Patterston (Kimberly Sustad)
- 2013: Ein Weihnachtsmärchen … als Elizabeth Dédalus (Anne Consigny)
- 2015: Der Moment der Wahrheit … als Lucy Scott (Elisabeth Moss)
- 2016: Hot Bot … als Bardot (Cynthia Kirchner)
- 2020: Der Spion von nebenan … als Bobbi (Kristen Schaal)
- 2024: Sing: Thriller … als Ash (Scarlett Johansson)

### Serien
- 2000: Digimon … als Takeru „T.K.“ Takaish (Hiroko Konishi)
- 2000: Malcolm mittendrin … als Krankenschwester (Susan Yeagley)
- 2001–2003: Buffy – Im Bann der Dämonen … als Dawn Summers (Michelle Trachtenberg)
- 2001–2005: Powerpuff Girls … als Buttercup (Elizabeth Daily)
- 2002: Typisch Andy! … als Terry (Holly G. Frankel)
- 2002–2005: Baby Looney Tunes … als Baby Lola Bunny (Britt McKillip)
- 2003: Cowboy Bebop … als Ed (Aoi Tada)
- 2003–2004: Lizzie McGuire … als Kate Sanders (Ashlie Brillault)
- 2003–2004: Braceface … als Sharon Spitz (Alicia Silverstone)
- 2004: Nip/Tuck – Schönheit hat ihren Preis … als Vanessa (Kate Mara)
- 2004: Blinky Bill … als Blinky Bill (Robyn Moore)
- 2005–2006, 2012–2014: LazyTown … als Ziggy (Gudmundur Thor)
- 2006: O.C., California … als Sadie Campbell (Nikki Reed)
- 2006: Power Rangers Mystic Force … als Vida Rocca (Angie Diaz)
- 2006–2008, 2011: Supernatural … als Jessica Moore (Adrianne Palicki)
- 2006–2019: Winx Club … als Layla (Keke Palmer)
- 2007: Gundam Seed … als Fllay Allster (Hōko Kuwashima)
- 2007: Life on Mars – Gefangen in den 70ern … als WPC Annie Cartwright (Liz White)
- 2007: Magister Negi Magi … als Haruna Saotome (Sawa Ishige)
- 2007: Love Hina … als Mutsumi Otohime (Satsuki Yukino)
- 2008–2014: Dexter … als Debra „Deb“ Morgan (Jennifer Carpenter)
- 2009: Tsubasa Chronicle … als Tomoyo (Maaya Sakamoto)
- 2009–2010: Bleach … als Orihime Inoue (Yuki Matsuoka)
- 2009–2013: Gossip Girl … als Georgina Sparks (Michelle Trachtenberg)
- seit 2010: Emily Erdbeer – Neues aus Bitzibeerchenhausen … als Emily Erdbeer (Anna Cummer)
- 2010–2015: Glee … als Tina Cohen-Chang (Jenna Ushkowitz)
- 2011: Mercy … als Chloe Payne (Michelle Trachtenberg)
- 2011: Puella Magi Madoka Magica … als Kyouko Sakura (Ai Nonaka)
- 2012–2013: Make It or Break It als Payson Keeler (Ayla Kell)
- 2012–2013: Doctor Who … als Clara Oswin Oswald (Jenna Coleman)
- 2012–2014: The Looney Tunes Show … als Lola Bunny (Kristen Wiig)
- 2012–2015: Barbie: Life in the Dreamhouse … als Barbie (Kate Higgins)
- 2012–2016: Pretty Little Liars … als Melissa Hastings (Torrey DeVitto)
- 2012–2015: Parenthood … als Jasmine Trussell (Joy Bryant)
- 2013–2014: Under the Dome … als Linda Esquivel (Natalie Martinez)
- 2014: Wendell & Vinnie … als Taryn (Haley Strode)
- 2014–2015: Homeland … als Fara Sherazi (Nazanin Boniadi)
- 2015–2016: Wayward Pines … als Theresa Burke (Shannyn Sossamon)
- 2015–2020: Blutsbande … als Liv Waldemar (Jessica Grabowsky)
- 2015–2019: Mr. Robot … als Angela Moss (Portia Doubleday)
- 2016–2017: Zoo … als Jamie Campbell (Kristen Connolly)
- 2018–2020: She-Ra und die Rebellen-Prinzessinnen … als Scorpia (Lauren Ash)
- 2020: Curon … als Anna Raina (Valeria Bilello)
- 2021: Horimiya … als Kyoko Hori (Haruka Tomatsu)
- 2023: Navy CIS … als Chloe Marlene (Tania Raymonde)
- 2024: The Acolyte … als Tasi Lowa (Thara Schöön)

### Shows
- 2007: America’s Next Top Model … als Giselle Samson

### Videospiele
- 2002/2006: Kingdom Hearts/Kingdom Hearts II … als Yuffie Kisaragi
- 2015: Tom Clancy’s The Division … als Faye Lau
- 2016: Overwatch … als Athena
- 2020: Assassin’s Creed Valhalla … als Petra
- 2025: Assassin’s Creed Shadows, als Yaya

## Hörspiele
- 2008: Victor Hugo: Gruselkabinett Folge 28: Der Glöckner von Notre Dame (Teil 1 von 2), Titania Medien, ISBN 978-3-7857-3637-1
- 2008: Victor Hugo: Gruselkabinett Folge 29: Der Glöckner von Notre Dame (Teil 2 von 2), Titania Medien, ISBN 978-3-7857-3637-1
- 2016: Jörg Buttgereit und Bodo Traber: Fungus. Pilz des Grauens – Grusel-Hörspiel nach William Hodgson (WDR)
- 2024: Erik Albrodt: Murder Tales; Folge 1: Highway Killer (Anna) – Regie: Christoph Piasecki (Contendo Media)
- 2024: Frank Hammerschmidt: Murder Tales; Folge 4: Der Bunker (Catrin) – Regie: Christoph Piasecki (Contendo Media)